# یائه-بنی-شیداره
یائه-بنی-شیداره (به ژاپنی: 八重紅枝垂桜 ヤエベニシダレ Yae-Beni-Shidare) نام علمی بر اساس کتاب ساکورای ژاپن 
( Cerasus spachiana 'Plena-rosea' Miyoshi) یک نوع درخت ساکورای باغی است. منشأ اصلی این درخت ادوهیگان بوده‌است. رنگ گل آن قرمز و به شکل یائه-زاکورا (پرگلبرگ) است. شاخه‌های آن نرم و به اصطلاح ژاپنی این درخت از نوع شیداره-زاکورا (شاخه‌افشان) است. در استان میاگی شهر سندای تعداد بسیاری از این نوع درخت کاشته شده‌است. طول درخت در حدود ۵ متر است و درخت کوتاهی به شمار می‌آید.
- تعداد گلبرگ: ۱۰-۲۰ عدد
- رنگ: قرمز
- قطر گل: ۱٫۸ تا ۲٫۶ سانتیمتر
- زمان گل‌دهی:اواسط ماه آوریل
- محل نمونه:پارک شینجوکو گیوئن، باغ گیاه‌شناسی جنگل تاما[۱]